# 358e Infanteriedivisie (Duitsland)
De Duitse 358e Infanteriedivisie (Duits: 358. Infanterie-Division) was een Duitse infanteriedivisie tijdens de Tweede Wereldoorlog. De divisie werd opgericht op 10 maart 1940. De eenheid deed in haar bestaan dienst in Polen en België.
Op 23 augustus 1940 werd de divisie, die onder leiding stond van Rudolf Pilz, ontbonden.

## Samenstelling
- Infanterie-Regiment 644
- Infanterie-Regiment 645
- Infanterie-Regiment 646
- Kanonen-Batterie 358
- Aufklärungs-Schwadron 358
- Nachrichten-Kompanie 358
- Divisions-Nachschubführer 358